# 理想の結婚 (映画)
『理想の結婚』（りそうのけっこん、An Ideal Husband）は、1999年に制作されたイギリス映画。オスカー・ワイルドの戯曲『理想の夫』（原題同じ）の映画化作品である。

## あらすじ
1895年、ロンドンの社交界。独身貴族アーサー（ルパート・エヴェレット）は親友で政治家のロバート（ジェレミー・ノーザム）の妹メイベル（ミニー・ドライヴァー）との結婚に踏み切れないまま、優柔不断に日々をすごしていた。ロバートと聡明な妻ガートルード（ケイト・ブランシェット）は人も羨む理想的な夫婦。ところが、ウィーンの社交界の華となったチーヴリー夫人（ジュリアン・ムーア）が帰国して事態は急変。彼女はアーサーと婚約していたことがあるばかりか、今度はロバートに接近して過去の秘密をネタに彼を脅迫、自分が投資する運河建設計画に協力を求める。返事を渋るロバートに業を煮やしたチーヴリー夫人はガートルードにロバートの旧悪を暴露。ショックを受けたガートルードはロバートを追い出した。いっぽう、アーサーもチーヴリー夫人によって身の振り方の決断を迫られる。かくして2組の男女は様々な思いを胸に、“理想の結婚”をめぐり揺れ動くのだった。

## キャスト
※括弧内は日本語吹替（VHS、日活株式会社から発売されたDVDにのみ収録）。
- ガートルード・チルターン - ケイト・ブランシェット（杉村理加）
夫と共に模範的な夫婦として尊敬されている女性。
- ローラ・チーヴリー夫人 - ジュリアン・ムーア（小山茉美）
ウィーンの上流階級の顔。
- メイベル・チルターン - ミニー・ドライヴァー（山像かおり）
ガートルードの夫の妹。
- アーサー・ゴーリング卿 - ルパート・エヴェレット（森田順平）
社交界きってのプレイボーイ。
- ロバート・チルターン - ジェレミー・ノーサム（井上倫宏）
新進気鋭の議員。ガートルードの夫。メイベルの兄。アーサーの親友。
- フィップス - ピーター・ヴォーン（佐々木敏）
アーサーの召使い。
- キャヴァーシャム卿 - ジョン・ウッド（池田勝）
アーサーの父。アーサーを結婚させたがっている。
- エドワード卿 - サイモン・ラッセル・ビール

## スタッフ
- 監督・脚本：オリヴァー・パーカー
- 撮影：デヴィッド・ジョンソン
- 美術：マイケル・ハウエルズ
- 音楽：チャーリー・モール
- 衣装：キャロライン・ハリス